# Список умерших в 645 году

## Июль
- 10 июля — Сога-но Ирука, японский государственный деятель.
- 11 июля — Сога-но Эмиси, японский государственный и политический деятель.

## Дата смерти неизвестна или требует уточнения
- Ангельберт, епископ Реймса (643—645).
- Варазтироц II Багратуни, армянский нахарар из рода Багратуни.
- Джабала ибн аль-Айхам, последний царь арабского государства Гассанидов (631/632—642/643).
- Ишояб II, католикос-патриарх Церкви Востока (628—645).
- Ли Чэнцянь, старший сын китайского императора Ли Ши-миня, наследник престола империи Тан (626—643).
- Монон Арденнский, отшельник Арденнский.
- Мура, первый настоятель монастыря в Фоне (Фахане).
- Суальда, правитель Мейрионита (632/634—645), суб-королевства, подчиненного Королевству Гвинед.
- Сурака ибн Малик, сподвижник пророка Мухаммада.
- Эугейн ап Бели, король Альт Клуита (640—645).
- Янь Шигу, китайский литератор и лингвист.